# Lejeunea serpillifolia
Lejeunea serpillifolia là một loài Rêu trong họ Lejeuneaceae. Loài này được Lib. mô tả khoa học đầu tiên năm 1820.